# 曹学佺
曹学佺（1575年1月26日—1646年），字能始，号尊生，又號雁泽、石仓居士、西峰居士，福建布政司福州府侯官县洪塘乡人，明末政治人物、藏书家，东林党成员。明亡殉國。

## 生平

### 早年
萬曆二年甲戌闰十二月十五日（1575年1月26日）出生於福州府侯官县洪塘乡，父亲以贩饼为业，母亲早逝，家庭贫寒。曹学佺自幼聪明好学，曾在长乐上学，十八岁入府学，并在乡试中有优异的成绩。万历二十年（1592年）会试落第，与龚用卿的女儿结婚。当时龚用卿已经辞官在家，借助龚用卿的关系，曹学佺得以结识乡绅名流。万历二十二年（1594年）冬，再赴北京备考次年的春闱考试，并有机会和诸多名士交流。万历二十三年（1595年），二甲五十名进士，并深得主考张位的赏识，但为避投靠之嫌，曹学佺有意与官居吏部尚书高位的张位保持距离，直至万历二十六年（1598年）张位因受排挤而放逐通州，其门生怕受牵连而没有去探视，这时只有曹学佺为其送行并准备旅程。

### 仕途
考中进士后，曹学佺被授予户部主事一职，后因台省迁怒于他，被调任添注南京大理寺左寺正的闲职，之后又任南京户部郎中。万历三十六年（1608年）被委任为四川右参政，四川发生灾荒，曹学佺上奏要求发放赈济，朝廷予以批准并拨款三百万赈济款。他还用四川的行税来抵坐税，以免除受灾百姓的负担，并在四川集资修路铺桥。后来蜀王府发生火灾，蜀王朱宣圻要求地方官筹集70万两银予以修复，曹学佺以不符合《宗籓条例》为由拒绝。万历四十年（1612年）四月，升任四川按察使。萬曆四十一年（1613年），因为蜀王中伤，曹学佺以考察被削官三级，归里回到福州，临行前蜀中民众遮道送归。在家乡期间，他在福州洪塘东歧岭下状元街北建造了私家园林石仓园，内有藏书楼藏书万卷。他还和诗人徐𤊹、赵世显等结诗社，又创立了剧社“儒林班”，成为閩剧鼻祖之一。万历四十三年（1615年）爆發梃击案，曹学佺撰《野史纪略》，以揭露事实真相。
天启三年（1623年），被起用为广西右参议。在任内，他纠察了桂林宗室私铸钱币的罪责，并致力于当地教育，兴办漓江书院，并对军队约束。天启六年（1626年），他原本将升迁为陕西副使，但时值魏忠贤权利膨胀，身為东林党人的曹学佺因为编纂《野史纪略》，被魏忠贤派系内的齐廷之指控私撰野史、淆乱国章，继而被免职毁书，并被广西的官员拘禁，但魏忠贤无意处死曹学佺。在长子曹孟嘉的奔走营救下，天启七年（1627年）获释返闽。次年，朝廷又起用他为广西副使，曹学佺推辞任命，不去就职。

### 殉国
在家休养期间，曹学佺精心经营石仓园，藏书万余卷，并邀请许多文人来讨论文学，还针对海盗、水利、修桥等问题给予朝廷很多建议，不少都得到采纳。崇祯十七年（1644年），崇祯帝在北京自杀，清兵入关，他投水自尽，但被家人救起。次年，唐王朱聿键定都福州，建立南明隆武政权，曹学佺被再度起用，封为太常寺卿，进礼部尚书，加封加太子太保，与大学士黄道周共同参与国策制定。隆武二年（清順治三年，1646年），他力主隆武帝亲征，以收复明朝失地；自己也捐银万两作为军饷。但隆武帝在军事上遭遇失败，清军于當年进入福建，郑芝龙降清，隆武帝在逃亡汀州的途中被俘，绝食而死。九月十七日，清军攻陷福州，次日，曹学佺香汤沐浴，整顿衣冠，在西峰里家中自缢殉国，死前留下绝命联：“生前单管笔，死后一条绳。”另有说法称他是在鼓山涌泉寺自缢的。曹学佺死后，其家被清兵所抄，家人也遭逮捕，藏书被清军抢光。

## 家族
先祖鐵馬公，安徽鳳陽人，隨朱元璋入閩。曾祖曹泮。祖父曹文颐。父曹一鶚。

## 治学成就
曹学佺毕生好学，对文学、诗词、地理、天文、禅理、音律、诸子百家等都有研究，尤其工于诗词，写景抒情诗是他的特长。他的私人藏书量达到上万卷。 在文学方面，他与徐𤊹、谢肇淛等人在诗文上颇有建树，并带动了自明朝中期以来沉寂的闽中文坛，被认为是明末福建文苑的复兴者。他与李贽、焦竑等学者都有交往，这两人对他的思想影响很大。同时他也接受了许多佛教思想。他将佛教的出世解脱和儒家的入世精神统一起来，因而其思想开阔，虽然在官场多年，但功名之心并不太深，内心追求幽静。他的诗文著作被收录进一百卷的《石仓诗文集》，在清初，《石仓诗文集》被清政府视为禁书，以致失传。

### 著作
曹学佺一生著作颇丰，写有《周易可说》七卷，《书传会衷》十卷，《诗经质疑》六卷，《春秋阐义》十二卷，《春秋义略》三卷，《蜀中人物记》六卷，《一统名胜志》一百九十八卷，《蜀汉地理补》二卷，《蜀郡县古今通释》四卷，《蜀中风土记》四卷，《方物记》十二卷，《蜀画记》四卷，《蜀中神仙记》十卷，《蜀中高僧记》十卷，《石仓诗文集》一百卷，《石仓十二代诗选》八百八十八卷，《蜀中诗话》四卷，另外还有《宋诗选》四十九卷，所有作品共计1329卷。 他的著作如《石仓诗文集》因为在清初被列为禁书而失传。仍流传在世的有名的作品包括了《一统名胜志》一百九十八卷与《石仓十二代诗选》，另外福建师范大学藏有《曹大理诗文集》十二册（不全），日本东京藏有《曹能始先生石仓全集》一百卷。
曹学佺有一副对联体现了明末的社会风气与曹本人的为人处世之道，流传甚广：“仗义每从屠狗辈，负心多是读书人。”
據稱在林則徐的福州府第“七十二峰樓”的大堂中，懸掛的就是曹學佺的《貞松圖》。步作洗泉詩軸，行筆如行雲流水、抑揚頓挫，得晉唐風尚，無造作之態，顯露出溫婉敦和、落落坦然的君子氣象。

## 对闽剧的影响
曹学佺免职回乡期间，在福州的家中创办了名为儒林班的戏班，这是闽剧的前身之一。万历三十一年（1603年）冬至夜，他在福州石仓园请许多社会名流来观赏儒林班的演出，万历三十二年（1604年），洪塘儒林班又首次参加当地的普渡演出。曹学佺精通音律，擅长度曲，所以就研究出适合福州话音韵演唱的新曲调，徐𤊹称其“五音克谐，可歌可咏；一篇合道，可诵可观……自然中律，才情雅瞻，蔚尔名家。”曹学佺谱写的新腔调成为后来闽剧的主要腔调之一，称为“逗腔”，曹学佺也被认为是闽剧始祖之一。

## 社会影响
曹学佺重视民生，继承了儒家仁政爱民思想，在赈灾、体恤民情上都颇有作为，具有很深的民本思想。赋闲在家期间，他在福州倡议浚西湖，疏通福州城内外的河道以灌溉农田，他还出资济贫、帮助穷人子弟读书，并筹建了洪山、万安、桐口三座桥梁，当地百姓曾在洪山桥立起他的塑像，甚至在潘渡桥头为他建立生祠。曹学佺自杀殉国的行为深得后世儒家子弟的赞赏，被作为忠君报国、殉节的典范。在1746年（清乾隆十一年），即曹学佺逝世一百年之后，清政府追谥他为忠节。

## 延伸阅读
[在维基数据编辑]
 在维基文库阅读此作者作品
 《明史卷二百八十八》，出自《明史》